# 俵木悟
俵木 悟（ひょうき さとる、1972年 - ）は、日本の民俗学者。成城大学教授。神奈川大学非常勤講師。学位は、博士（学術）。専門は、民俗芸能・文化財。

## 来歴
千葉県に生まれる。1994年に駒澤大学文学部を卒業した。
千葉大学大学院に進み、1996年に文学研究科行動科学専攻博士課程前期を、1999年に社会文化科学研究科都市研究専攻博士課程後期を、それぞれ修了した。博士課程後期修了と同年に「備中神楽の現代的位相に関する研究」で千葉大学より博士（学術）の学位を取得した。2002年、東京文化財研究所研究員となる。2011年に成城大学文芸学部准教授となり、2018年に教授に昇進した。

## 著書

### 単著
- 『文化財／文化遺産としての民俗芸能 無形文化遺産時代の研究と保護』勉誠出版、2018年

### 共編著
- 『日本の民俗9 祭りの快楽』（古家信平、菊池健策、松尾恒一との共著）吉川弘文館、2009年
- 『民俗小事典 神事と芸能』（神田より子との共著）吉川弘文館、2010年
- 『日本のしきたり30の謎』（飯倉晴武、久保田裕道との共著）新人物往来社、2011年